# Liste de ponts du Maroc
Cet article a pour objet de présenter une liste de ponts remarquables du Maroc, tant par leurs caractéristiques dimensionnelles, que par leur intérêt architectural ou historique. 

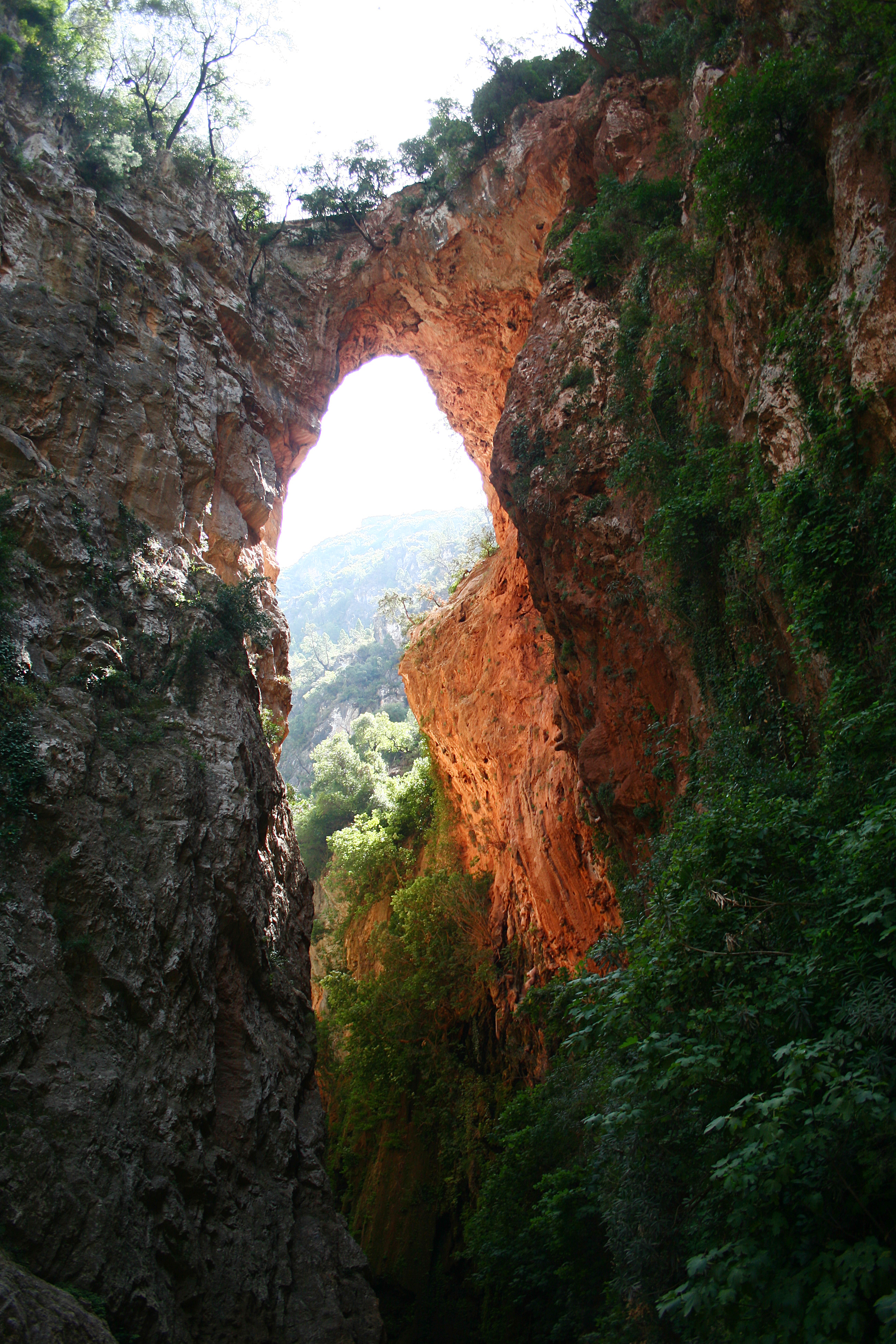
Le pont de Dieu à Akchour.

La catégorie lien donne la classification de l'ouvrage parmi ceux présentés et propose un lien vers la fiche technique du pont sur le site Structurae, base de données et galerie internationale d'ouvrages d'art. La liste peut être triée selon les différentes entrées du tableau pour voir ainsi les ponts en arc ou les ouvrages les plus récents par exemple.
Les colonnes portée et longueur, exprimées en mètres indiquent respectivement la distance entre les pylônes de la travée principale et la longueur totale de l'ouvrage, viaducs d'accès compris.

## Ponts présentant un intérêt historique
|  |    | Nom                     | Arabe | Distinction                                        | Long. | Type                              | Voie portée Voie franchie | Date                 | Localisation                              | Région               | Ref.    |
|  | -- | ----------------------- | ----- | -------------------------------------------------- | ----- | --------------------------------- | ------------------------- | -------------------- | ----------------------------------------- | -------------------- | ------- |
|  | 1  | Pont sur l'Oued Tensift |       | Construit durant le règne de Abu Yaqub Yusuf       |       | Maçonnerie 27 arches plein cintre | Route nationale 9 Tensift | 1170                 |                                           | Marrakech-Safi       | [ I 1 ] |
|  | 2  | Pont de Moulay Ismaïl   |       | Construit durant le règne de Moulay Ismaïl         |       | Maçonnerie 10 arches              | Oum Er Rbia               | 1687                 | Kasba Tadla 32° 35′ 35,4″ N, 6° 16′ 20″ O | Béni Mellal-Khénifra | [ I 2 ] |
|  | 3  | Pont du Oued Sebou      |       |                                                    |       |                                   | Sebou                     | XIIe – XVIIIe siècle |                                           | Fès-Meknès           | [ 1 ]   |
|  | 4  | Pont du Oued Nja        |       |                                                    |       |                                   | Oued Nja                  | 1870                 | 33° 59′ 56″ N, 5° 11′ 19″ O               | Fès-Meknès           | [ I 3 ] |
|  | 5  | Pont de Khénifra        |       | Construit durant le règne de Moulay El Hassan 1er. |       |                                   |                           | XIXe siècle.         | Khénifra                                  | Béni Mellal-Khénifra | [ I 4 ] |
|  | 6  | Pont du Sqala           |       |                                                    |       |                                   |                           | XVIIIe siècle        | Essaouira                                 | Marrakech-Safi       | [ 2 ]   |
|  | 7  | Kantara El- Fellous     |       |                                                    |       |                                   |                           | XIVe siècle          | Khemisset                                 | Rabat-Salé-Kénitra   | [ I 5 ] |
|  | 8  | Pont Ben El-Moudoun     |       |                                                    |       |                                   |                           | XVIIe siècle         | Medina de Fès                             | Fès-Meknès           | [ I 6 ] |
|  | 9  | Kantara Ben Tato        |       |                                                    |       |                                   |                           | XIXe siècle          | Fès                                       | Fès-Meknès           | [ I 7 ] |
|  | 11 | Pont Oued Maleh         |       |                                                    |       |                                   |                           | XIXe siècle          | Cercle d'Casablanca                       | Casablanca-Settat    | [ I 8 ] |

## Grands ponts
Ce tableau présente les ouvrages ayant des portées supérieures à 100 mètres ou une longueur totale de plus de 3 000 mètres (liste non exhaustive).
|  |   | Nom                          | Arabe | Portée | Long. | Type                                                             | Voie portée Voie franchie        | Date | Localisation                                | Région               | Ref.     |
|  | - | ---------------------------- | ----- | ------ | ----- | ---------------------------------------------------------------- | -------------------------------- | ---- | ------------------------------------------- | -------------------- | -------- |
|  | 1 | Pont Mohammed VI             |       | 376    | 952   | Haubané Tablier dalle béton, pylônes béton 183+376+183           | Contournement de Rabat Bouregreg | 2014 | Rabat 33° 56′ 19,8″ N, 6° 45′ 34,7″ O       | Rabat-Salé-Kénitra   | [ 3 ]    |
|  | 2 | Pont Hassan-II               |       |        | 1215  | Pont suspendu                                                    | Route nationale 1 Bouregreg      | 2011 | Rabat                                       | Rabat-Salé-Kénitra   |          |
|  | 3 | Pont à haubans de Casablanca |       |        | 224   | Haubané Tablier dalle béton, pylône béton                        | Route nationale 11               | 2019 | Casablanca                                  | Casablanca-Settat    | [ 4 ]    |
|  | 4 | Pont sur l'Oued Sherrat      |       |        |       | Suspendu Pylônes maçonnerie                                      | Route nationale 1 Oued Sherrat   | 1922 | Skhirat 33° 48′ 53,2″ N, 7° 06′ 36,4″ O     | Rabat-Salé-Kénitra   | [ I 9 ]  |
|  | 5 | Pont sur l'Oued Ikem         |       |        |       | Suspendu Pylônes maçonnerie                                      | Route nationale 1 Oued Ikem      | 1922 | Skhirat 33° 52′ 24,1″ N, 6° 59′ 42,1″ O     | Rabat-Salé-Kénitra   | [ I 10 ] |
|  | 6 | Pont sur l'Oued Laabid       |       |        |       | Suspendu Tablier poutres latérales treillis acier, pylônes béton | R302 Oued Laabid                 |      | Ouaouizeght 32° 07′ 55,4″ N, 6° 18′ 01,6″ O | Béni Mellal-Khénifra |          |